# Vammala

Lage von Vammala in Finnland

Wappen der ehemal. Stadt Vammala

Vammala [ˈvɑmːɑlɑ] ist eine ehemalige Stadt in der westfinnischen Landschaft Pirkanmaa, die Teil der Stadt Sastamala ist. Sie liegt rund 50 km südwestlich von Tampere an der Bahnstrecke nach Pori. Die knapp 17.000 Einwohner sind fast ausschließlich finnischsprachig.

## Geschichte

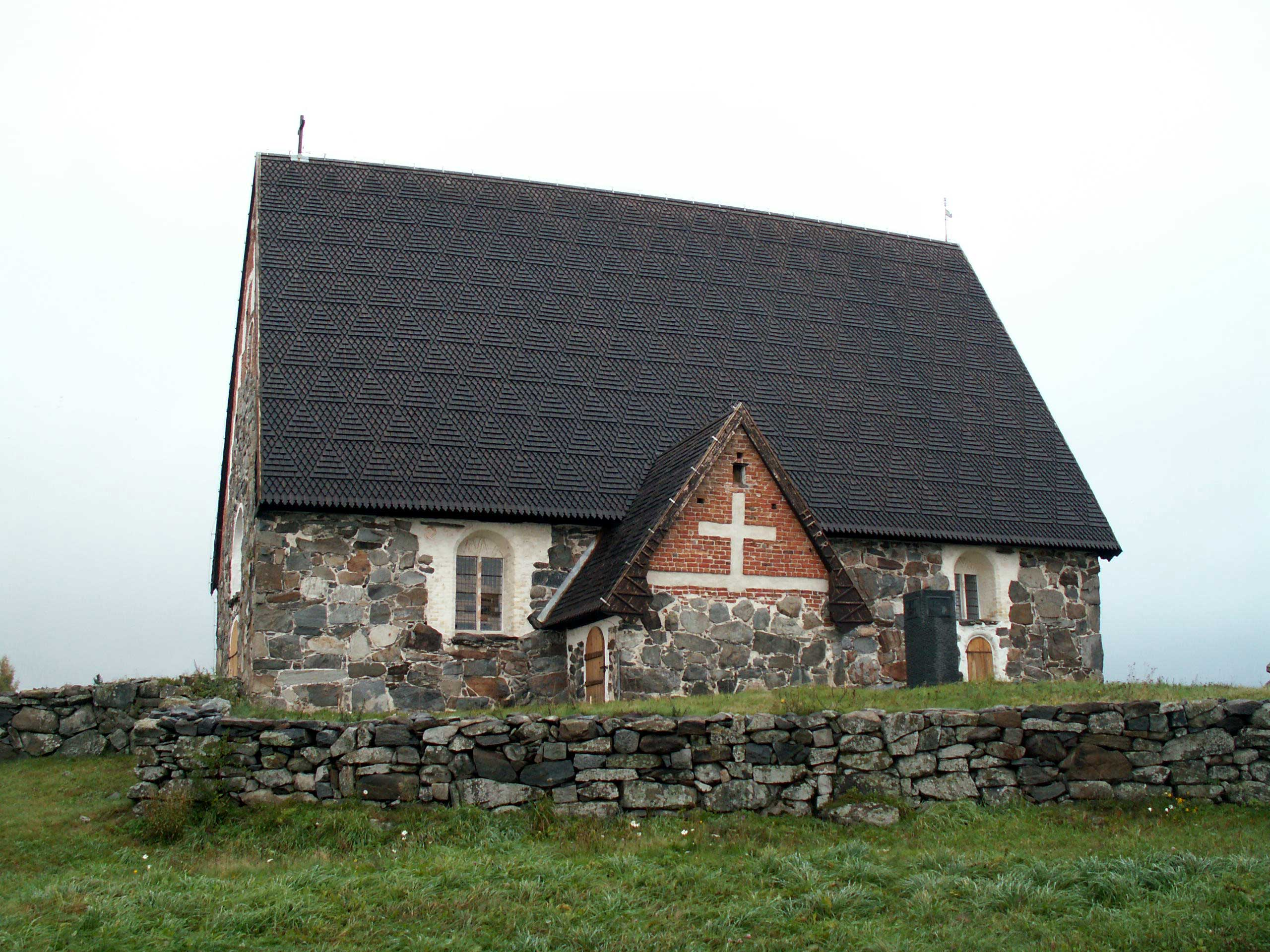
Die Olavkirche in Tyrvää

Vammala wurde 1907 auf Erlass des russischen Zaren und finnischen Großherzogs Nikolaus II. als Marktflecken (kauppala) gegründet. 1965 wurde dem Ort das Stadtrecht verliehen. 1973 wurden die Nachbargemeinden Karkku und Tyrvää eingemeindet, 2007 folgte Suodenniemi. Zum Jahresbeginn 2009 vereinigte sich Vammala mit Äetsä und Mouhijärvi zur neuen Stadt Sastamala.
Die beiden ältesten Stadtteile Vammalas sind die 1973 eingemeindeten Orte Karkku und Tyrvää, wo sich zwei mittelalterliche Steinkirchen finden. In Karkku wurde schon im 12. Jahrhundert eine erste Holzkirche errichtet. Die heute noch erhaltene Kirche von Sastamala wurde um 1500 gebaut. In dem nur rund 600 Einwohner zählenden Dorf gibt es noch zwei weitere Kirchen, darunter die 1913 errichtete Christi-Erscheinungs-Kirche (Kristuksen tulemisen kirkko).
Die Olavkirche (Pyhän Olavin kirkko) in Tyrvää wurde Anfang des 16. Jahrhunderts erbaut. Ihr bis dahin außerordentlich gut erhaltenes Interieur aus dem 17. Jahrhundert wurde 1997 bei einem Brand völlig zerstört, jedoch gibt es Bemühungen zu einer Rekonstruktion. Die Kirche von Suodenniemi mit dem von Carl Ludwig Engel entworfenen Kirchturm entstand 1831.
Zum Jahresbeginn 2009 entstand durch den Zusammenschluss der Stadt Vammala und der Gemeinden Äetsä und Mouhijärvi die neue Stadt Sastamala, deren Teil Vamalla heute ist. 
Vammala ist in Finnland auf Grund seiner zahlreichen Antiquariate als „Stadt der Bücher“ bekannt. Jeden Sommer wird in der Schule des Stadtteils Sylvää eine Buchmesse veranstaltet, die jährlich bis zu 20.000 Besucher anzieht.

## Söhne und Töchter der Stadt
- Akseli Gallén-Kallela (1865–1931), der bedeutendste Maler der finnischen Nationalromantik
- Mauri Kunnas (* 1950), Finnlands erfolgreichster Kinderbuchautor
- Katri Lylynperä (* 1994), Skilangläuferin
- Daniel Kosonen (* 2000), Hochspringer

## Städtepartnerschaften
- Skövde, Schweden
- Ringsted, Dänemark
- Kaschin, Russland
- Kuressaare, Estland
- Vásárosnamény, Ungarn